# آمدئو آووگادرو

تمبر یادبود آمادئو آووگادرو؛ انتشار در ۱۹۵۶، ایتالیا

آمِدِئو آووگادرو (به ایتالیایی: Amedeo Avogadro) با نام کامل لورنزو رومانو کارلو آمِدِئو آووگادرو دی کوارِنیا اِ دی چِرِتو (به ایتالیایی: Lorenzo Romano Amedeo Carlo Avogadro di Quaregna e di Cerreto) کنت کوارنیا و چرتو دانشمند ایتالیایی بود؛ که در ۹ اوت سال ۱۷۷۵ در شهر تورین در کشور ایتالیا چشم به جهان گشود. او در گسترش نظریه مولکولی سهم مهمی داشت و قانون آووگادرو را کشف کرد. به افتخار او شمار مولکول‌های یک مول از هر ماده را عدد آووگادرو می‌نامند که برابر است با ۱۰۲۳×۶٫۰۲۲۱۴۰۷۶.
آووگادرو در سال ۱۷۷۶ در شهر تورین ایتالیابه دنیا آمد. تورین در آن دوران بخشی از پادشاهی ساردینیا بود. پدرش قاضی مشهوری بود و علاقه داشت پسرش حرفه او را پیشه کند. آمدئو فرد نابغه ای بود و در بیست سالگی به دریافت دکترای حقوق نائل آمد. اما پس از سه سال کار و تجربه دریافت که این حرفه خواسته هایش را برآورده نمیکند، از این رو به ریاضیات و فیزیک و شیمی روی آورد. در ۳۳ سالگی به مقام استادی فیزیک رسید. دو سال بعد در سال ۱۸۱۱ نظریه معروف مولکولی خود را در یک مجله فرانسوی به چاپ رساند. اما این نظریه در زمان خود مورد توجه قرار نگرفت و به فراموشی سپرده شد. آووگادرو با کوشش فراوان توانست فرق میان اتم و مولکول را کشف کند. او همچنین بیان کرد حجم مساوی از هر گاز دارای تعداد مولکول یکسانی است، به شرط آنکه اندازه گیری در شرایط یکسانی از دما و فشار صورت گیرد. امروزه نظریه آووگادرو به قانون آووگادرو مشهور است و شهرتی عالم گیر دارد. آووگاردرو بقیه عمرش را نیز صرف پژوهش و تدریس موضوع های علمی کرد و سرانجام در سال ۱۸۵۶ در گذشت، در حالی که دنیای علم آن روز به نبوغش پی نبرده بود.